# Botulfsplatsen

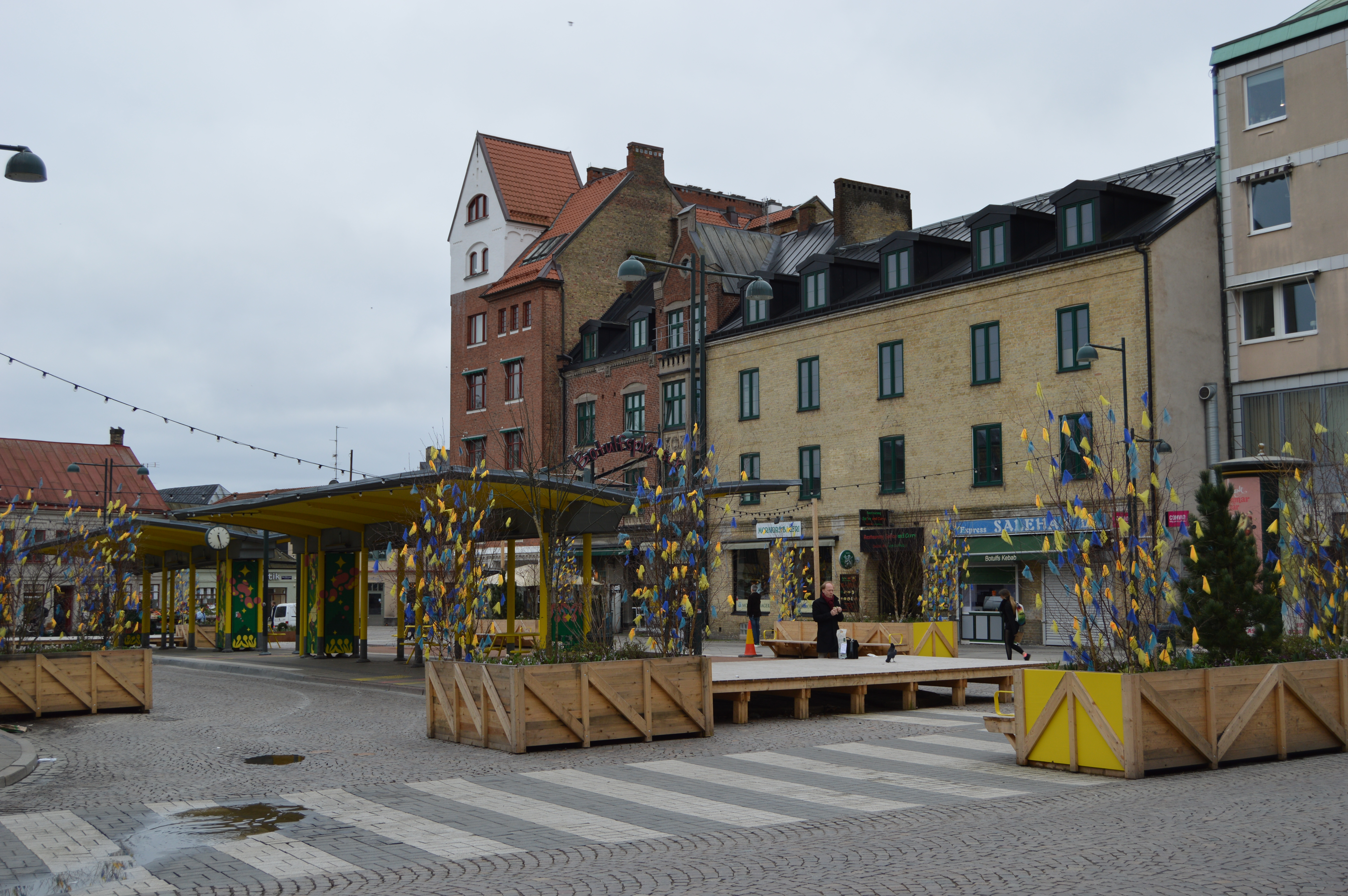
Botulfsplatsen i den utformning den fick hösten 2023.

Botulfsplatsen är ett torg i centrala Lund. Det var från högertrafikomläggningen 1967 till och med 20 augusti 2023 knutpunkt för den lokala busstrafiken.
Det är framförallt busstrafiken som har betytt mycket för platsens livaktighet. Botulfsplatsen domineras av Saluhallens baksida, kaféer och restauranger samt småbutiker, bland annat Tehuset Java.

## Historik
Under medeltiden låg här kyrkan Sankt Botulfs kyrka, som var en av de 26 kyrkor som fanns i Lund före reformationen i Danmark 1536. Efter protestantismens införande revs kyrkan kring 1540. Fram till 1930-talet var Botulfsplatsen bebyggd med vanliga hus och innergårdar.
I början av 1930-talet genomfördes en sanering som innebar att torgytan öppnades upp och namnet Botulfsplatsen uppkom. Platsen färdigställdes under 1933 och blev sedan knutpunkt för långlinjebussarna som flyttades från Stortorget. Parkeringsplatsen vid Botulfsplatsen var färdig att tagas i bruk i september 1933. Ur gatuhänseende ligger Botulfsplatsen vid Vårfrugatan, vilket alltjämt är adress för bebyggelsen på platsens västra sida.

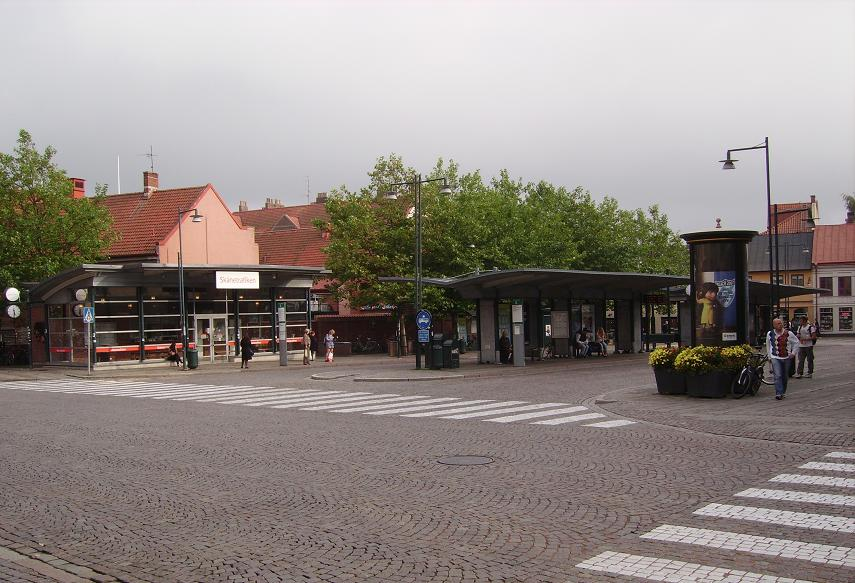
Botulfsplatsen före ombyggnaden av Saluhallen på eftermiddagen 2007.

Innan 1967 var Botulfsplatsen station för SJ Buss. I samband med högertrafikomläggningen den 3 september 1967 flyttades SJ-buss till korsningen Bankgatan-Lilla Tvärgatan och Botulfsplatsen blev istället knutpunkt för stadsbussarna i Lund.
Den 20 augusti 2023 lades stadsbussarna om och knutpunkten flyttades från Botulfsplatsen till Lunds centralstation. Bussarna försvann helt från Botulfsplatsen. Linje 3 och 5 som fortfarande gick förbi Botulfsplatsen stannade istället på nya hållplatser i närheten.
Den 21 oktober 2023 nyinvigdes Botulfsplatsen med en uttalat provisorisk utformning. Busstaken hade målats gula och en bussfil hade fyllts igen med sand.

## Övrigt
Botulfsplatsen har handbollslaget Botulfsplatsens BK uppkallat efter sig.